# Anagennisi Artas
Anagennisi Artas (griechisch Αναγέννηση Άρτας) ist ein 1960 in Arta (Griechenland) gegründeter Sportverein. Sein Angebot umfasst die Sparten Fußball, Basketball, Gymnastik, Volleyball und Handball. Auf dem Emblem des Vereins ist die Brücke von Arta zu sehen. Die Farben des Vereins sind Schwarz-Weiß. 

## Fußball
Die Fußballmannschaft spielt in der Football League 2, der dritthöchsten griechischen Spielklasse. Betreut wird die sie seit einiger Zeit von Dimitrios Spanos. Die Karriere des bekannten Torhüters der Nationalmannschaft und des späteren Europameisters 2004 Antonios Nikopolidis begann bei der Anagenissi Artas. Auch ein anderer Europameister von 2004 spielte schon für Anagennisi Arta, Michalis Kapsis.

## Handball
Die Damenhandballmannschaft gehört zu den festen Größen in Griechenland. Nachdem die Damenmannschaft 1987 gegründet wurde, stiegen sie 1992 in die höchste griechische Spielklasse auf. Nachdem die Damen 1995 erstmals griechischer Meister wurden, verteidigten sie zwölfmal hintereinander die Meisterschaft. Zusätzlich ist Anagennisi Artas zehnfacher griechischer Pokalsieger. Auf internationaler Ebene konnte die Damenmannschaft in der Saison 1995/1996 den Einzug ins Achtelfinale der EHF Champions League und seit 2003 dreimal hintereinander den Einzug ins Achtelfinale des EHF-Pokals feiern.